# Glaciärexpressen
Glaciärexpressen, även Glacier Express, är ett smalspårigt expresståg i de schweiziska alperna. Det går från Sankt Moritz till Zermatt via Chur, Disentis, Andermatt och Brig. 
Glaciärexpressen betecknas ofta som världens långsammaste snabbtåg eftersom resan tar nästan åtta timmar. På den 291 kilometer långa sträckan åker det över 291 broar och genom 91 tunnlar. Den högsta punkten är Oberalppasset som ligger 2 033 meter över havet. En del av sträckan går på den världsarvsklassade Albulabanan och på 24 kilometer med kraftiga stigningar används kuggstänger. 
Sträckan har trafikerats i 90 år med vissa avbrott. Första avgången var 25 juni 1930 klockan 07:30 och de 70 passagerarna anlände till Sankt Moritz efter 11 timmar. I början gick Glaciärexpressen endast på sommaren och en del av sträckan kördes med ånglok. År 1982 invigdes Furkabastunneln och  tåget började att köra året runt och transporterade nu omkring 20 000 passagerare. Man började att marknadsföra Glaciärexpressen mot turistnäringen, förstaklassvagnarna fick  panoramafönster och en restaurangvagn följde med på hela sträckan. Idag åker mer än 250 000 passagerare med tåget varje år.

## Galleri

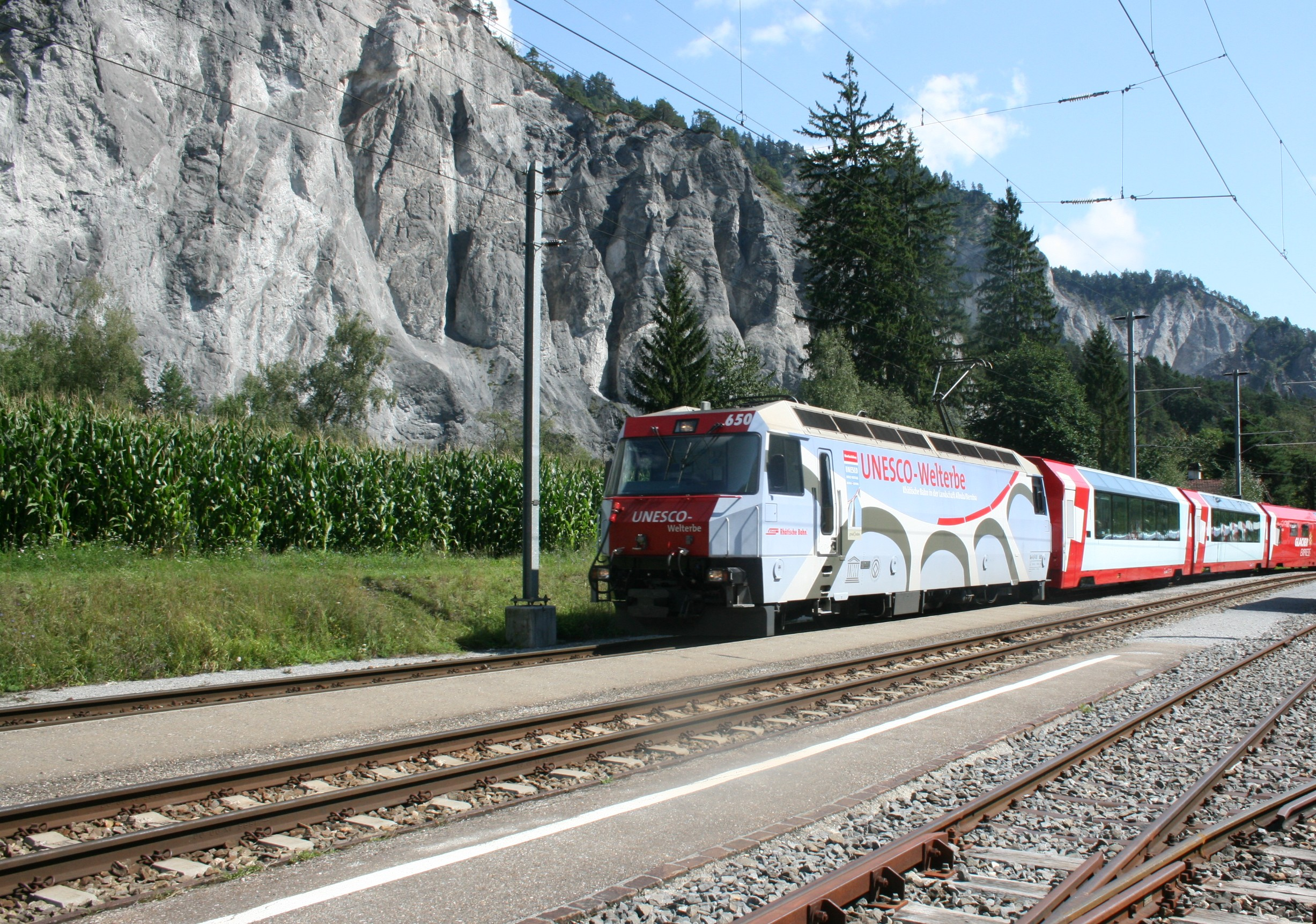
Glaciärexpressen i Rhendalen.
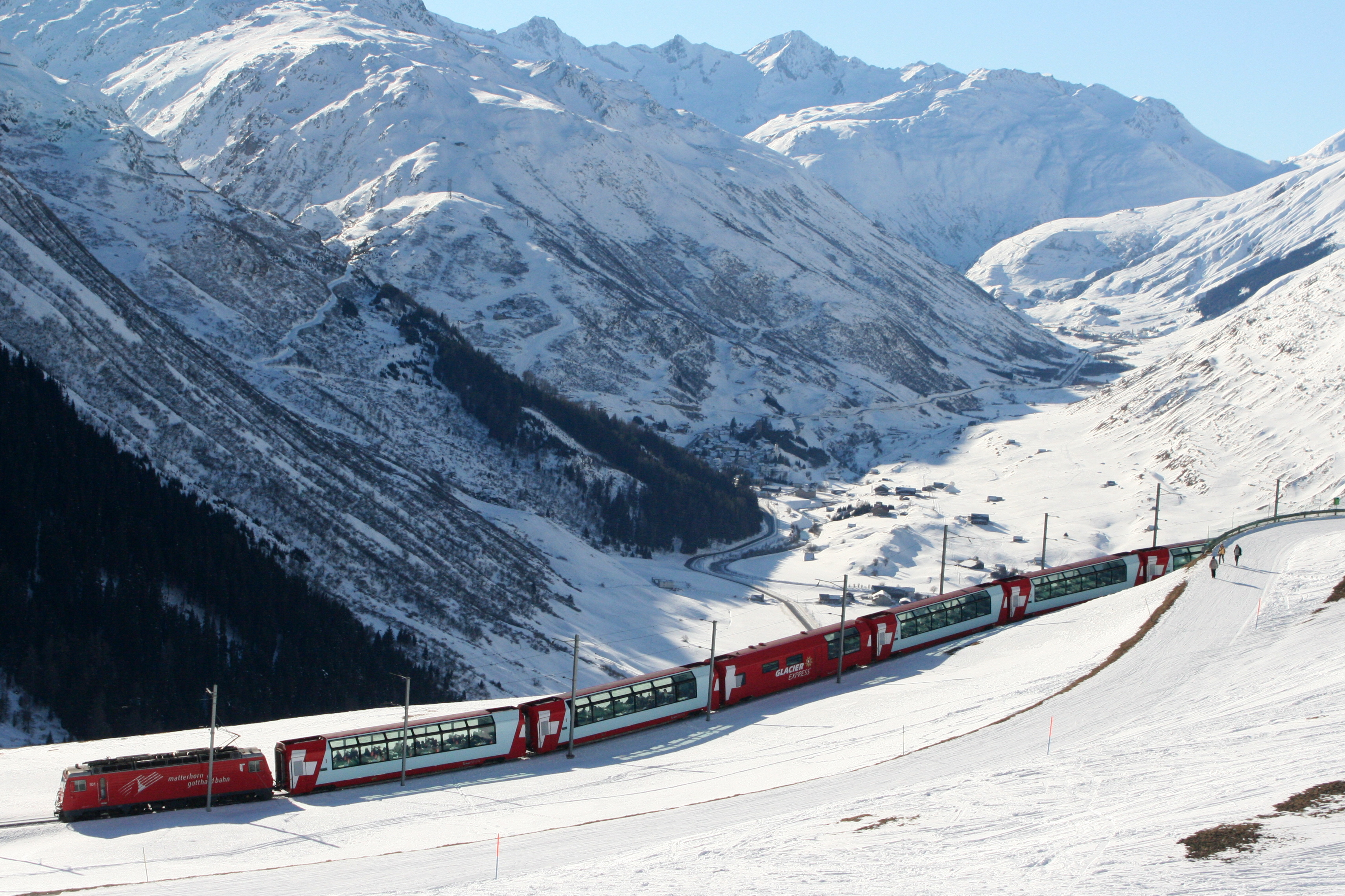
Glaciärexpressen vid Andermatt.
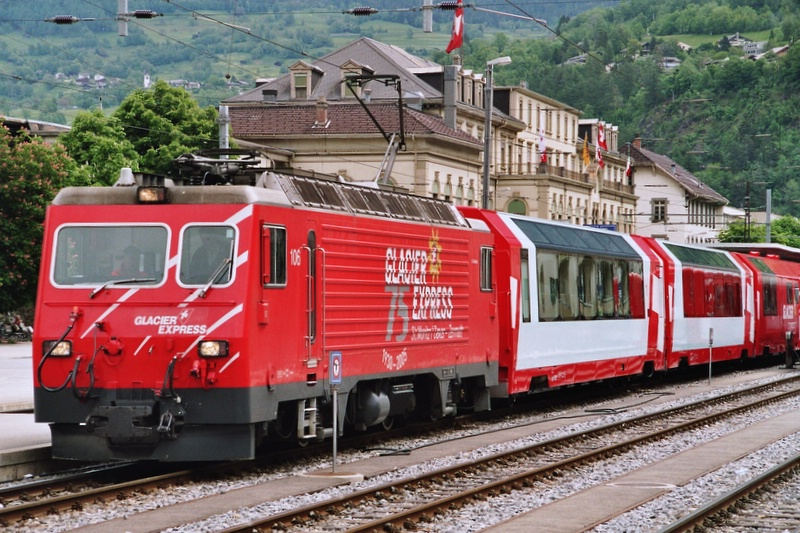